# Araltobe
Araltobe (kinesiska: 阿热勒托别) är en socken i Kina. Den ligger i den autonoma regionen Xinjiang, i den nordvästra delen av landet, omkring 370 kilometer nordost om regionhuvudstaden Ürümqi. Antalet invånare är 9 830. Befolkningen består av 4 584 kvinnor och 5 246 män. Barn under 15 år utgör 24,0 %, vuxna 15-64 år 70 %, och äldre över 65 år 4,0 %.
Runt Araltobe är det mycket glesbefolkat, med 3 invånare per kvadratkilometer. Trakten runt Araltobe består i huvudsak av gräsmarker.
Genomsnittlig årsnederbörd är 180 millimeter. Den regnigaste månaden är juli, med i genomsnitt 26 mm nederbörd, och den torraste är mars, med 7 mm nederbörd.